# Ben 10
Ben 10 je americká mediální franšíza od studia Man of Action Studios a produkovaná Cartoon Network Studios. Franšíza pojednává o klukovi jménem Ben Tennyson, jež dostane mimozemské hodinky Omnitrix, pomocí kterých se může transformovat do různých bytostí. Ben 10 obdržel pozitivní kritiku a mimo jiné získal i tři ceny Emmy. Celosvětové zisky franšízy se odhadují na 4,5 miliard dolarů. Franšíza obsahuje také čtyři filmy, které byly vydány na stanici Cartoon Network mezi srpnem 2007 a březnem 2012. Jedná se o nejdelší původní sérii Cartoon Network s 12letou historií.

## Statistiky

### Seriály
| Seriál                       | Počet řad | Počet dílů |
| ---------------------------- | --------- | ---------- |
| Ben 10 (2005)                | 4         | 52         |
| Ben 10: Síla vesmíru         | 3         | 46         |
| Ben 10: Dokonalý mimozemšťan | 3         | 52         |
| Ben 10: Omniverse            | 8         | 80         |
| Ben 10 (2016)                | 2         | 80         |
| Celkem                       | 20        | 310        |

### Ostatní
| Média      | Počet |
| ---------- | ----- |
| Kraťas     | 40    |
| Film       | 4     |
| TV speciál | 1     |

## Filmy
| Informace            | Filmy                                   | Filmy                                                   | Filmy                                       | Filmy                                                                |
| Informace            | Ben 10: Tajemství Omnitrixu (2007)      | Ben 10: Race Against Time (2007)                        | Ben 10: Alien Swarm (2009)                  | Ben 10: Alien Dimensions (2012)                                      |
| -------------------- | --------------------------------------- | ------------------------------------------------------- | ------------------------------------------- | -------------------------------------------------------------------- |
| Režie                | Sebastian O. Montes III Scooter Tidwell | Alex Winter                                             | Alex Winter                                 | Victor Cook                                                          |
| Scénář               | Thomas Pugsley Greg Klein               | Thomas Pugsley Greg Klein                               | John Turman James Krieg                     | Marty Isenberg                                                       |
| Výkonná produkce     | Sam Register Brian A. Miller            | Alex Winter Ramsey Ann Naito Sam Register Tramm Wigzell | Alex Winter                                 | Mark Eyers Rick Fernandes Silas Hickey Vishnu Athreya                |
| Produkce             | Donna Smith Alex Soto Jennifer Pelphrey | Evan W. Adler Victor Ho                                 | Gideon Amir                                 | Kurt Weldon Victor Cook                                              |
| Kamera               | —                                       | Morgan Pierre Susser                                    | Anghel Decca                                | —                                                                    |
| Střih                | Mark T. Collins                         | Suzanne Hines                                           | Scott Richter                               | Aaron Seelman                                                        |
| Hudba                | Andy Sturmer                            | Andy Sturmer                                            | Michael Wandmacher                          | Kristopher Carter Michael McCuistion Lolita Ritmanis                 |
| Produkční společnost | Cartoon Network Studios                 | Trouper Productions Cartoon Network Studios             | Trouper Productions Cartoon Network Studios | Tiny Island Productions Cartoon Network Asia Cartoon Network Studios |
| Distributor          | Cartoon Network                         | Warner Bros. Cartoon Network                            | Cartoon Network                             | Cartoon Network                                                      |
| Délka                | 67 minut                                | 67 minut                                                | 69 minut                                    | 69 minut                                                             |
| Premiéra             | 10. srpna 2007                          | 21. listopadu 2007                                      | 25. listopadu 2009                          | 23. března 2012                                                      |